# Кольцо (математика)
Кольцо́ (также ассоциативное кольцо) в общей алгебре — алгебраическая структура, в которой определены операция обратимого сложения и операция умножения, по свойствам похожие на соответствующие операции над числами. Простейшими примерами колец являются совокупности чисел (целых, вещественных, комплексных), совокупности числовых функций, определённых на заданном множестве. Во всех случаях имеется множество, похожее на совокупности чисел в том смысле, что его элементы можно складывать и умножать, причём эти операции ведут себя естественным образом.
Понятие кольца было введено для изучения общих свойств операций умножения и сложения, их внутренней связи между собой, безотносительно природы элементов, над которыми операции производятся.
Кольца являются основным объектом изучения теории колец — крупного раздела общей алгебры, в котором разработаны инструментальные средства, нашедшие широкое применение в алгебраической геометрии, алгебраической теории чисел, алгебраической {\displaystyle K}-теории, теории инвариантов.

## История
Бурное развитие алгебры как науки началось в XIX веке. Одной из главных задач теории чисел в 1860—1870-е годы было построение теории делимости в общих полях алгебраических чисел.
Решение этой задачи было опубликовано Рихардом Дедекиндом («X Дополнение к лекциям по теории чисел Дирихле», 1871 год). В этой работе было впервые рассмотрено понятие кольца целых числового поля, в этом контексте были определены понятия модуля и идеала.

## Определение
Кольцо — множество {\displaystyle R}, на котором заданы две бинарные операции: {\displaystyle +} и {\displaystyle \times } (называемые сложение и умножение), со следующими свойствами, выполняющимися для любых {\displaystyle a,b,c\in R}:
1. {\displaystyle a+b=b+a} — коммутативность сложения;
2. {\displaystyle a+(b+c)=(a+b)+c} — ассоциативность сложения;
3. {\displaystyle \exists 0\in R:\;a+0=0+a=a} — существование нейтрального элемента относительно сложения;
4. {\displaystyle \forall a\in R\;\exists (-a)\in R:\;a+(-a)=(-a)+a=0} — существование противоположного (обратного) элемента относительно сложения;
5. {\displaystyle (a\times b)\times c=a\times (b\times c)} — ассоциативность умножения;
6. {\displaystyle \left\{{\begin{matrix}a\times (b+c)=(a\times b)+(a\times c)\\(b+c)\times a=(b\times a)+(c\times a)\end{matrix}}\right.} — дистрибутивность.

Иными словами, кольцо — универсальная алгебра {\displaystyle \left(R,+,\times \right)}, являющаяся абелевой группой относительно сложения {\displaystyle +}, полугруппой относительно умножения {\displaystyle \times } и обладающая двусторонней дистрибутивностью {\displaystyle \times } относительно {\displaystyle +}.
Часто отдельно изучаются кольца, обладающие одним или обоими следующими дополнительными свойствами:
- наличие единицы: {\displaystyle \exists 1\in R:\,\forall a\in R\quad a\times 1=1\times a=a} (кольцо с единицей);
- коммутативность умножения: {\displaystyle \forall a,b\in R\left(a\times b=b\times a\right)} (коммутативное кольцо);

Иногда под кольцом понимают только кольца с единицей (то есть требуют, чтобы полугруппа {\displaystyle \left(R,\times \right)} была моноидом), но изучаются также и кольца без единицы (например, кольцо чётных чисел является коммутативным ассоциативным кольцом без единицы).
Вместо символа {\displaystyle \times } часто используют символ {\displaystyle \cdot } (либо вовсе его опускают).
Группа {\displaystyle \left(R,+\right)} называется аддитивной группой кольца {\displaystyle \left(R,+,\times \right)}, а полугруппа {\displaystyle \left(R,\times \right)} — мультипликативной полугруппой этого же кольца.

## Простейшие свойства
Непосредственно из аксиом кольца можно вывести следующие свойства:
- относительно сложения в кольце нейтральный элемент единственен;
- для любого элемента кольца обратный к нему по сложению элемент единственен;
- нейтральный элемент относительно умножения, если он существует, единственен;
- {\displaystyle a\cdot 0=0}, то есть 0 — поглощающий элемент по умножению;
- {\displaystyle (-b)=(-1)\cdot b}, где {\displaystyle (-b)} — элемент, обратный к {\displaystyle b} по сложению;
- {\displaystyle (-a)\cdot b=(-ab)};
- {\displaystyle (-a)\cdot (-b)=(ab)}[6][5].

## Основные понятия

### Виды элементов кольца
Пусть в кольце есть элементы, отличные от нуля (кольцо не является тривиальным). Тогда левый делитель нуля — ненулевой элемент {\displaystyle a} кольца {\displaystyle R,} для которого существует ненулевой элемент {\displaystyle b} кольца {\displaystyle R}, такой что {\displaystyle ab=0}. Аналогично определяется правый делитель нуля. В коммутативных кольцах эти понятия совпадают. Например, 
для кольца непрерывных функций на интервале {\displaystyle (-1,1)} выбрав {\displaystyle f(x)=\max(0,x)}  и {\displaystyle g(x)=\max(0,-x)} будет иметь место {\displaystyle f\neq 0,g\neq 0,fg=0}, то есть {\displaystyle f} и {\displaystyle g} являются делителями нуля. Здесь условие {\displaystyle f\neq 0} означает, что {\displaystyle f} является функцией, отличной от нуля, но не означает, что {\displaystyle f} нигде не принимает значение {\displaystyle 0}.
Нильпотентный элемент — элемент {\displaystyle a,} такой что {\displaystyle a^{n}=0} для некоторого {\displaystyle n>0}. Пример: матрица {\displaystyle {\bigl (}{\begin{smallmatrix}0&1\\0&0\end{smallmatrix}}{\bigr )}}. Нильпотентный элемент всегда является делителем нуля (если только кольцо состоит не из одного нуля), обратное в общем случае неверно.
Идемпотентный элемент {\displaystyle e} — такой элемент, что {\displaystyle e\cdot e=e}. Например, идемпотентен любой оператор проектирования, в частности, следующий:
{\displaystyle {\bigl (}{\begin{smallmatrix}1&0\\0&0\end{smallmatrix}}{\bigr )}}
в кольце матриц {\displaystyle 2\times 2}.
Если {\displaystyle a} — произвольный элемент кольца с единицей {\displaystyle R,} то левым обратным элементом к {\displaystyle a} называется {\displaystyle a_{l}^{-1}} такой, что {\displaystyle a_{l}^{-1}a=1}. Правый обратный элемент определяется аналогично. Если у элемента {\displaystyle a} есть как левый, так и правый обратный элемент, то последние совпадают, и говорят, что {\displaystyle a} обладает обратным элементом, который определён однозначно и обозначается {\displaystyle a^{-1}}. Сам элемент называется обратимым элементом.

### Подкольцо
Подмножество {\displaystyle A\subset R} называется подкольцом {\displaystyle R,} если {\displaystyle A} само является кольцом относительно операций, определённых в {\displaystyle R}. При этом говорят, что {\displaystyle R} — расширение кольца {\displaystyle A}. Другими словами, непустое подмножество {\displaystyle A\subset R} является подкольцом, если:
- {\displaystyle A} является аддитивной подгруппой кольца {\displaystyle R}, то есть для любых {\displaystyle x,y\in A:x+y,-x\in A},
- {\displaystyle A} замкнуто относительно умножения, то есть для любых {\displaystyle x,y\in A:xy\in A}.

По определению, подкольцо непусто, поскольку содержит нулевой элемент. Нуль и единица кольца являются нулем и единицей любого его подкольца.
Подкольцо наследует свойство коммутативности.
Пересечение любого множества подколец является подкольцом. Наименьшее подкольцо, содержащее подмножество {\displaystyle E\subset R} называется подкольцом, порождённым {\displaystyle E}, а {\displaystyle E} — системой образующих для кольца {\displaystyle R}. Такое подкольцо всегда существует, так как пересечение всех подколец, содержащих {\displaystyle E}, удовлетворяет этому определению.
Подкольцо кольца с единицей {\displaystyle R}, порождённое его единицей, называется наименьшим или главным подкольцом кольца {\displaystyle R}. Такое подкольцо содержится в любом подкольце кольца {\displaystyle R}.

### Идеалы
Определение и роль идеала кольца сходны с определением нормальной подгруппы в теории групп.
Непустое подмножество {\displaystyle I} кольца {\displaystyle R} называется левым идеалом, если:
- {\displaystyle I} является аддитивной подгруппой кольца, то есть сумма любых двух элементов из {\displaystyle I} принадлежит {\displaystyle I,} а также {\displaystyle a\in I\Rightarrow -a\in I};
- {\displaystyle I} замкнуто относительно умножения слева на произвольный элемент кольца, то есть для любого {\displaystyle a\in I,} {\displaystyle r\in R} верно {\displaystyle ra\in I}.

Из первого свойства следует и замкнутость {\displaystyle I} относительно умножения внутри себя, так что {\displaystyle I} является подкольцом.
Аналогично определяется правый идеал, замкнутый относительно умножения на элемент кольца справа.
Двусторонний идеал (или просто идеал) кольца {\displaystyle R} — любое непустое подмножество, являющееся одновременно левым, так и правым идеалом.
Также идеал кольца {\displaystyle R} может определяться как ядро некоторого гомоморфизма {\displaystyle f\colon R\to R'}.
Если {\displaystyle x} — элемент кольца {\displaystyle R}, то множество элементов вида {\displaystyle Rx} (соответственно, {\displaystyle xR}) называется левым (соответственно, правым) главным идеалом, порождённым {\displaystyle x}. Если кольцо {\displaystyle R} коммутативно, эти определения совпадают и главный идеал, порождённый {\displaystyle x,} обозначается {\displaystyle (x)}. Например, множество всех чётных чисел образует идеал в кольце целых чисел, этот идеал порождён элементом 2. Можно доказать, что все идеалы в кольце целых чисел являются главными.
Идеал кольца, не совпадающий со всем кольцом, называется простым, если факторкольцо по этому идеалу не имеет делителей нуля. Идеал кольца, не совпадающий со всем кольцом и не содержащийся ни в каком большем идеале, не равном кольцу, называется максимальным.

### Гомоморфизм
Гомоморфизм колец (кольцевой гомоморфизм) — отображение, сохраняющее операции сложения и умножения. А именно, гомоморфизм из кольца {\displaystyle R} в кольцо {\displaystyle S} — функция {\displaystyle f:R\to S,} такая что
1. {\displaystyle f(a+b)=f(a)+f(b)},
2. {\displaystyle f(a\cdot b)=f(a)\cdot f(b),~\forall a,b\in ~R}.

В случае колец с единицей иногда требуют также условия {\displaystyle f(1)=1}.
Гомоморфизм колец называется изоморфизмом, если существует обратный гомоморфизм колец. Любой биективный гомоморфизм колец является изоморфизмом. Автоморфизм — гомоморфизм из кольца в себя, который является изоморфизмом. Пример: тождественное отображение кольца на себя является автоморфизмом.
Если {\displaystyle f:R\to S} — гомоморфизм колец, множество элементов {\displaystyle R,} переходящих в ноль, называется ядром {\displaystyle f} (обозначается {\displaystyle \mathrm {ker} f}). Ядро любого гомоморфизма является двусторонним идеалом. С другой стороны, образ {\displaystyle f} не всегда является идеалом, но является подкольцом {\displaystyle S} (обозначается {\displaystyle \mathrm {im} f}).

### Факторкольцо
Определение факторкольца по идеалу аналогично определению факторгруппы. Более точно, факторкольцо кольца {\displaystyle R} по двустороннему идеалу {\displaystyle I} — множество классов смежности аддитивной группы {\displaystyle R} по аддитивной подгруппе {\displaystyle I} со следующими операциями:
- {\displaystyle (a+I)+(b+I)=(a+b)+I},
- {\displaystyle (a+I)(b+I)=(ab)+I}.

Аналогично случаю групп, существует канонический гомоморфизм {\displaystyle p:R\to R/I}, задаваемый как {\displaystyle x\mapsto x+I}. Ядром при этом является идеал {\displaystyle I}.
Аналогично теореме о гомоморфизме групп существует теорема о гомоморфизме колец:
пусть {\displaystyle f:R\to R',} тогда {\displaystyle \mathrm {Im} f} изоморфен факторкольцу по ядру гомоморфизма
{\displaystyle \mathrm {Im} f\simeq R/\mathrm {Ker} f}.

## Некоторые особые классы колец
- Кольцо с единицей {\displaystyle 1\neq 0}, в котором каждый ненулевой элемент обратим, называется телом[23].
- Коммутативное тело называется полем[24]; иначе говоря, поле — коммутативное кольцо с единицей, не имеющее нетривиальных идеалов[8][25].
- Коммутативное кольцо без делителей нуля называется областью целостности (или целостным кольцом)[26]. Любое поле является областью целостности, но обратное неверно[27].
- Целостное кольцо {\displaystyle R}, не являющееся полем, называется евклидовым, если на кольце задана норма {\displaystyle N\colon R\to Z_{+}} такая, что:
  1. для любых ненулевых {\displaystyle a,b\in R} верно, что {\displaystyle N(a)\leq N(ab)};
  2. для любых ненулевых {\displaystyle a,b\in R} существуют {\displaystyle q,r\in R} такие, что {\displaystyle a=qb+r} и {\displaystyle r=0} или {\displaystyle N(r)<N(b)}[26].
- Целостное кольцо, в котором всякий идеал является главным, называется кольцом главных идеалов; всякие евклидово кольцо и всякое поле являются кольцами главных идеалов[12].
- Кольцо, элементами которого являются числа, а операциями — сложение и умножение чисел, называют числовым кольцом, например, множество чётных чисел является числовым кольцом, но не будет кольцом никакая система отрицательных чисел, так как их произведение положительное[28].

## Примеры
- {\displaystyle \{0\}} — тривиальное кольцо, состоящее из одного нуля. Это единственное кольцо, в котором ноль является мультипликативной единицей[5]. Этот тривиальный пример полезно считать кольцом с точки зрения теории категорий, так как при этом в категориях колец возникает терминальный объект.
- {\displaystyle \mathbb {Z} } — целые числа (с обычным сложением и умножением). Это важнейший пример кольца, так как любое кольцо можно рассматривать как алгебру над {\displaystyle \mathbb {Z} }. Также это начальный объект в категории Ring колец с единицей.[29][30]
- {\displaystyle \mathbb {Z} _{n}} — конечное кольцо вычетов по модулю натурального числа n. Это классические примеры колец из теории чисел. Кольцо вычетов является полем тогда и только тогда, когда число n простое.[31] Соответствующие поля являются отправной точкой для построения теории конечных полей. Кольца вычетов также важны при исследовании структуры конечнопорождённых абелевых групп, их также можно использовать для построения p-адических чисел.
- {\displaystyle \mathbb {Q} } — кольцо рациональных чисел, являющееся полем. Это простейшее поле характеристики 0. Оно является основным объектом исследования в теории чисел. Пополнение его по различным неэквивалентным нормам даёт поля вещественных чисел {\displaystyle \mathbb {R} } и p-адических чисел {\displaystyle \mathbb {Q} _{p},} где p — произвольное простое число[32].
- Для произвольного коммутативного кольца {\displaystyle R} можно построить кольцо многочленов от n переменных {\displaystyle R[x_{1},x_{2},\dots ,x_{n}]} с коэффициентами в {\displaystyle R}[11]. В частности, {\displaystyle R[x][y]=R[x,y]}. Кольцо многочленов с целыми коэффициентами является универсальным кольцом многочленов, в том смысле что все кольца многочленов выражаются через тензорное произведение: {\displaystyle R[x_{1},\dots ,x_{n}]=R\otimes \left(\mathbb {Z} [x_{1},\dots ,x_{n}]\right)}.
- Кольцо подмножеств множества {\displaystyle X} — кольцо, элементами которого являются подмножества в {\displaystyle X}. Операция сложения есть симметрическая разность, а умножение — пересечение множеств:

{\displaystyle A+B=A\Delta B=(A\setminus B)\cup (B\setminus A),}
{\displaystyle A\cdot B=A\cap B}.
Аксиомы кольца легко проверяются. Нулевым элементом является пустое множество, единичным — всё {\displaystyle X}. Все элементы кольца являются идемпотентами, то есть {\displaystyle A\cdot A=A}. Любой элемент является своим обратным по сложению: {\displaystyle A+A=0}. Кольцо подмножеств важно в теории булевых алгебр и теории меры, в частности в построении теории вероятностей.

## Конструкции

### Прямое произведение
Произведение {\displaystyle R\times S} колец {\displaystyle R} и {\displaystyle S} можно снабдить естественной структурой кольца: для любых {\displaystyle r_{1},r_{2}\in R}, {\displaystyle s_{1},s_{2}\in S}:
- {\displaystyle (r_{1},s_{1})+(r_{2},s_{2})=(r_{1}+r_{2},s_{1}+s_{2})},
- {\displaystyle (r_{1},s_{1})\cdot (r_{2},s_{2})=(r_{1}r_{2},s_{1}s_{2})}.

Сходная конструкция существует для произведения произвольного семейства колец (сложение и умножение задаются покомпонентно).
Пусть {\displaystyle R} — коммутативное кольцо и {\displaystyle {\mathfrak {a}}_{1},\cdots ,{\mathfrak {a}}_{n}} — попарно взаимно простые идеалы в нём (идеалы называются взаимно простыми, если их сумма равна всему кольцу). Китайская теорема об остатках утверждает, что отображение:
{\displaystyle R\to R/{\mathfrak {a}}_{1}\times \cdots \times R/{\mathfrak {a}}_{n},\quad x\mapsto (x+{\mathfrak {a}}_{1},\ldots ,x+{\mathfrak {a}}_{n})}
сюръективно, а его ядро — {\displaystyle \prod {\mathfrak {a}}_{i}=\cap {\mathfrak {a}}_{i}} (произведение идеалов, пересечение идеалов).

### Кольцо эндоморфизмов
Множество эндоморфизмов абелевой группы {\displaystyle (A,+)} образует кольцо, обозначаемое {\displaystyle \operatorname {End} (A)}. Сумма двух эндоморфизмов определяется покомпонентно: {\displaystyle (f+g)(x)=f(x)+g(x)}, а произведение — как композиция: {\displaystyle (fg)(x)=f(g(x))}. Если {\displaystyle (A,+)} — неабелева группа, то {\displaystyle f+g}, вообще говоря, не равно {\displaystyle g+f}, тогда как сложение в кольце должно быть коммутативным.

### Поле частных и кольцо частных
Для целостного кольца {\displaystyle R} существует конструкция, позволяющая построить наименьшее поле, содержащее его. Поле частных кольца {\displaystyle R} — множество классов эквивалентности формальных дробей {\displaystyle p/q,\;p,q\in R} по следующему отношению эквивалентности:
{\displaystyle {p_{1} \over q_{1}}\sim {p_{2} \over q_{2}}} тогда и только тогда, когда {\displaystyle {p_{1}q_{2}}={p_{2}q_{1}}},
с обычными операциями: {\displaystyle {a \over b}+{c \over d}={ad+bc \over bd}} и {\displaystyle {a \over b}\cdot {c \over d}={ac \over bd}}.
Не вполне очевидно, что заданное отношение действительно является отношением эквивалентности: для доказательства приходится воспользоваться целостностью кольца. Существует обобщение данной конструкции на произвольные коммутативные кольца: мультипликативно замкнутая система {\displaystyle S} в коммутативном кольце {\displaystyle R} (то есть подмножество, содержащее единицу и не содержащее нуля; произведение любых двух элементов из подмножества снова ему принадлежит) — кольцо частных {\displaystyle S^{-1}R} — множество классов эквивалентности формальных дробей {\displaystyle r/s,\;r\in R,s\in S} по отношению эквивалентности:
{\displaystyle {r_{1} \over s_{1}}\sim {r_{2} \over s_{2}}} тогда и только тогда, когда существует {\displaystyle s'\in S}, такое что {\displaystyle s'({r_{1}s_{2}-r_{2}s_{1}})=0}.
Также эту конструкцию называют локализацией кольца (так как в алгебраической геометрии она позволяет исследовать локальные свойства многообразия в отдельной его точке). Пример: кольцо десятичных дробей — локализация кольца целых чисел по мультипликативной системе
{\displaystyle S=\{10^{n}\mid n\geqslant 0\}}.
Существует естественное отображение {\displaystyle R\to S^{-1}R,\,r\mapsto r/1}. Его ядро состоит из таких элементов {\displaystyle r}, для которых существует {\displaystyle s\in S}, такое что {\displaystyle rs=0}. В частности, для целостного кольца это отображение инъективно.

## Категорное описание
Кольца вместе с гомоморфизмами колец образуют категорию, обычно обозначаемую {\displaystyle \mathbf {Ring} } (иногда так обозначают категорию колец с единицей, а категорию обычных колец обозначают {\displaystyle \mathbf {Rng} }). Категория колец с единицей обладает многими полезными свойствами: в частности, она полна и кополна. Это значит, что в ней существуют все малые пределы и копределы (например, произведения, копроизведения, ядра и коядра). Категория колец с единицей обладает начальным объектом (кольцо {\displaystyle \mathbb {Z} }) и терминальным объектом (нулевое кольцо).
Можно дать следующее категорное определение кольца: ассоциативное кольцо с единицей — моноид в категории абелевых групп (абелевы группы образуют моноидальную категорию относительно операции тензорного произведения). Действие кольца R на абелевой группе (кольца, рассматриваемого как моноид по умножению) превращает абелеву группу в R-модуль. Понятие модуля обобщает понятие векторного пространства: грубо говоря, модуль — «векторное пространство над кольцом».

## Специальные классы колец
- Артиново кольцо
- Дедекиндово кольцо
- Дистрибутивное кольцо
- Дифференциальное кольцо
- Кольцо главных идеалов
- Евклидово кольцо
- Кольцо Безу
- Кольцо Ли[англ.]
- Конечное кольцо
- Локальное кольцо
- Нётерово кольцо
- Область целостности
- Область главных идеалов
- Первичное кольцо
- Полулокальное кольцо
- Полупервичное кольцо
- Полупростое кольцо
- Полуцепное кольцо
- Простое кольцо
- Упорядоченное кольцо
- Факториальное кольцо
- Цепное кольцо

Обобщения — неассоциативное кольцо, полукольцо, почтикольцо.

## Структуры над кольцами
- Алгебра над кольцом
- Бимодуль над кольцом
- Модуль над кольцом